# 肇庆星湖旅游景区
肇庆星湖旅游景区位于中国广东省肇庆市端州区和鼎湖区。1982年，被评为国家首批44个国家重点风景名胜区之一。2020年，被评为国家5A级旅游景区。

## 组成
景区由两部分组成：
1. 鼎湖山：中华人民共和国第一个国家级自然保护区。
2. 七星岩 (肇庆)